# 雪鸟族
雪鸟族通常是指北美寒冷的北部地区（例如加拿大）季节性地前往到温暖的南部地区（例如美国的太阳带、墨西哥甚至更南部的加勒比海地区）过冬的人。雪鸟族以前主要是由退休或年长的人群构成，但现在其他年龄段的人亦有加入。除了退休人士，一些从事季节性旅游业的人在旅游淡季也会选择在南方过冬。某些患有季节性情感障碍也会选择到温暖的南部过冬。著名的雪鸟族目的地包括美国佛罗里达州、加利福尼亚州，这些地区亦有关注雪鸟族现象，通过露营营地等服务吸引雪鸟族给当地经济带来活力。 
与雪鸟族对应的是太阳鸟族，后者指在夏天离开炎热地区、迁移到凉爽的高海拔或偏北地区的人。 